# HEAO-1
HEAO-1 fue el primer satélite de la serie High Energy Astronomy Observatory. Los tres satélites HEAO se dedicaron exclusivamente a estudios astronómicos. HEAO-1, fue una misión de escaneo del cielo en rayos X, mientras que la pionera HEAO-2 (conocida como Observatorio Einstein) se dedicó a la obtención de imágenes en rayos X y HEAO-3 se centró en los rayos cósmicos y rayos gamma.
El HEAO-1 fue lanzado el 12 de agosto de 1977 a una órbita casi circular a unos 445 km de altura, con 22,75° de inclinación y un periodo orbital de aproximadamente 93 minutos. Llevaba a bordo los siguientes instrumentos:
- NRL Large Area Sky Survey Experiment (LASS), también conocido por A1
- Cosmic X-ray Experiment, también conocido por A2
- MIT/SAO scanning Modulation Collimator (MC), también conocido por A3
- UCSD/MIT Hard X-ray/Low Energy Gamma Ray Experiment, también conocido por A4

El 9 de enero de 1979 se le agotó el gas propelente, por lo que el 15 de marzo de ese mismo año el satélite se desintegró en la atmósfera.
- Datos: Q265594
- Multimedia: HEAO 1 / Q265594